# Olimpiadi degli scacchi del 1950
Le Olimpiadi degli scacchi del 1950 furono la nona edizione ufficiale della manifestazione, la prima dopo la seconda guerra mondiale. Si svolsero tra il 20 agosto e l'11 settembre a Ragusa di Dalmazia, in Jugoslavia (oggi Croazia).

## Torneo
Al torneo parteciparono 84 giocatori divisi in 16 squadre nazionali, che si affrontarono in un girone unico. A causa dei dissidi politici tra i comunisti dell'Unione Sovietica e quelli jugoslavi, la squadra sovietica boicottò le Olimpiadi, seguita dalle rappresentative di tutti i paesi dell'Est. Anche l'Inghilterra non si presentò, avendo organizzato i propri campionati nazionali nello stesso periodo delle Olimpiadi.
Fu la prima partecipazione di una donna (Chaudé de Silans, per la Francia) e anche la prima Olimpiade dall'introduzione dei titoli di Grande maestro e di Maestro Internazionale: erano presenti quattro dei primi e 23 dei secondi. L'Argentina schierava nella sua squadra Najdorf e Herman Pilnik, nati rispettivamente in Polonia e in Germania, trasferitisi in Sudamerica dopo le Olimpiadi del 1939. Per la prima volta vi fu la possibilità di portare una seconda riserva.
Nei primi turni la Jugoslavia si portò subito in testa alla classifica; dopo il settimo turno avevano tre punti e mezzo sull'Argentina, la quale aveva due punti sugli Stati Uniti e la Germania Ovest. Nei turni successivi i padroni di casa tuttavia si rilassarono, pareggiando con l'Austria e gli Stati Uniti. Nello scontro diretto, al dodicesimo turno, l'Argentina vinse 2,5-1,5, ma rimase comunque un punto dietro agli iugoslavi; nei turni successivi, riuscirono ad aumentare il vantaggio, vincendo l'oro mentre l'Argentina arrivava seconda. La Germania arrivò terza, mezzo punto sopra gli Stati Uniti.

### Risultati assoluti
| Pos. | Squadra        | Scacchiere                   | Scacchiere              | Scacchiere                | Scacchiere            | Scacchiere            | Scacchiere         | Punti |
| Pos. | Squadra        | Prima                        | Seconda                 | Terza                     | Quarta                | Quinta (1ª riserva)   | Sesta (2ª riserva) | Punti |
| ---- | -------------- | ---------------------------- | ----------------------- | ------------------------- | --------------------- | --------------------- | ------------------ | ----- |
|      | Jugoslavia     | MI Svetozar Gligorić         | MI Vasja Pirc           | MI Petar Trifunović       | MI Braslav Rabar      | MI Milan Vidmar Jr.   | MI Stojan Puc      | 45,5  |
|      | Argentina      | GMMiguel Najdorf             | MI Julio Bolbochán      | MI Carlos Guimard         | MI Héctor Rossetto    | MI Herman Pilnik      |                    | 43,5  |
|      | Germania Ovest | MI Wolfgang Unzicker         | Lothar Schmid           | Gerhard Pfeiffer          | MI Ludwig Rellstab    | Hans-Hilmar Staudte   |                    | 40,5  |
| 4    | Stati Uniti    | GM Samuel Reshevsky          | MI Herman Steiner       | MI Israel Albert Horowitz | George Shainswit      | George Kramer         | Larry Evans        | 40    |
| 5    | Paesi Bassi    | GM Max Euwe                  | MI Theo van Scheltinga  | MI Lodewijk Prins         | MI Nicolaas Cortlever | Haije Kramer          | Jan Hein Donner    | 37    |
| 6    | Belgio         | MI Alberic O'Kelly de Galway | Arthur Dunkelblum       | Paul Devos                | Georges Thibaut       | Karl Van Schoor       |                    | 32    |
| 7    | Austria        | Alfred Beni                  | Hans Busek              | Hans Müller               | Karl Palda            | Hans Lambert          |                    | 31,5  |
| 8    | Cile           | Mariano Castillo             | Rodrigo Flores          | René Letelier             | Alejandro Maccioni    |                       |                    | 30,5  |
| 9    | Francia        | GM Savelij Tartakover        | MI Nicolas Rossolimo    | Claude Hugot              | Stefan Kesten         | Chaudé de Silans      | Robert Crépeaux    | 28,5  |
| 10   | Finlandia      | MI Eero Böök                 | Kaarle Ojanen           | Reino Niemi               | Ilmari Niemelä        | Soini Helle           | Harras Heikinheimo | 28    |
| 11   | Svezia         | Kristian Sköld               | Inge Johansson          | Allan Bergkvist           | Nils Bergkvist        | Sture Lindquist       | Åke Stenborg       | 27,5  |
| 12   | Italia         | MI Vincenzo Castaldi         | Vincenzo Nestler        | Giorgio Porreca           | Alberto Giustolisi    | Giuseppe Primavera    |                    | 25    |
| 13   | Danimarca      | Christian Poulsen            | Jens Enevoldsen         | Eigil Pedersen            | Moises Kupferstich    | Hartvig Nielsen       |                    | 22    |
| 14   | Perù           | Esteban Canal                | Julio Súmar             | Mario Zapata              | Felipe Pinzón Solis   |                       |                    | 21,5  |
| 15   | Norvegia       | Erling Myhre                 | Aage Vestøl             | Otto Morcken              | Harry Kongshavn       | Haakon Opsahl         |                    | 15    |
| 16   | Grecia         | Fotis Mastihiadis            | Panagiotis Panagopoulos | Aristides Zografakis      | Ioannis Boulahanis    | Aristogeiton Othoneos |                    | 12    |

### Risultati individuali
Furono assegnate medaglie ai giocatori di ogni scacchiera con le tre migliori percentuali di punti per partita. Solamente due giocatori della sesta scacchiera giocarono più di metà delle partite, il minimo per poter essere inclusi in classifica.
|                                | Giocatore           | Punti            | Partite          | %                |
| Prima scacchiera               | Prima scacchiera    | Prima scacchiera | Prima scacchiera | Prima scacchiera |
| ------------------------------ | ------------------- | ---------------- | ---------------- | ---------------- |
|                                | Wolfgang Unzicker   | 11               | 14               | 78,6             |
|                                | Miguel Najdorf      | 11               | 14               | 78,6             |
|                                | Samuel Reshevsky    | 8,5              | 11               | 77,3             |
| Seconda scacchiera             |                     |                  |                  |                  |
|                                | Julio Bolbochán     | 11,5             | 14               | 82,1             |
|                                | Lothar Schmid       | 9                | 12               | 75,0             |
|                                | Nicolas Rossolimo   | 9                | 12               | 75,0             |
| Terza scacchiera               |                     |                  |                  |                  |
|                                | Petar Trifunović    | 10               | 13               | 76,9             |
|                                | Lodewijk Prins      | 6,5              | 10               | 65,0             |
|                                | Gerhard Pfeiffer    | 7                | 11               | 63,6             |
| Quarta scacchiera              |                     |                  |                  |                  |
|                                | Braslav Rabar       | 9                | 10               | 90,0             |
|                                | Nicolaas Cortlever  | 8,5              | 11               | 77,3             |
|                                | Nils Bergkvist      | 7,5              | 12               | 62,5             |
|                                | Héctor Rossetto     | 7,5              | 12               | 62,5             |
| Quinta scacchiera (1ª riserva) |                     |                  |                  |                  |
|                                | Herman Pilnik       | 7,5              | 10               | 75,0             |
|                                | Hans Lambert        | 8                | 12               | 66,7             |
|                                | George Kramer       | 7,5              | 12               | 62,5             |
|                                | Hans-Hilmar Staudte | 7,5              | 12               | 62,5             |
| Sesta scacchiera (2ª riserva)  |                     |                  |                  |                  |
|                                | Larry Evans         | 9                | 10               | 90,0             |
|                                | Jan Hein Donner     | 4,5              | 8                | 56,3             |

#### Medaglie individuali per nazione
| Nazione        |   |   |   | Totali |
| -------------- | - | - | - | ------ |
| Argentina      | 3 | 0 | 1 | 4      |
| Jugoslavia     | 2 | 0 | 0 | 2      |
| Germania Ovest | 1 | 1 | 2 | 4      |
| Stati Uniti    | 1 | 0 | 2 | 3      |
| Paesi Bassi    | 0 | 3 | 0 | 3      |
| Austria        | 0 | 1 | 0 | 1      |
| Francia        | 0 | 1 | 0 | 1      |
| Svezia         | 0 | 0 | 1 | 1      |